# Liste denkmalgeschützter Glasmalerei in Radebeul
Die Liste denkmalgeschützter Glasmalerei in Radebeul gibt eine Übersicht über Werke der Glasmalerei in der sächsischen Stadt Radebeul, die als baufester Bestandteil geschützter Kulturdenkmale selbst auch unter Schutz stehen.

## Legende
Die in der Tabelle verwendeten Spalten listen die im Folgenden erläuterten Informationen auf:
- Name, Bezeichnung: Bezeichnung des einzelnen Objekts.
- Adresse, Koordinaten: Heutige Straßenadresse, Lagekoordinaten.

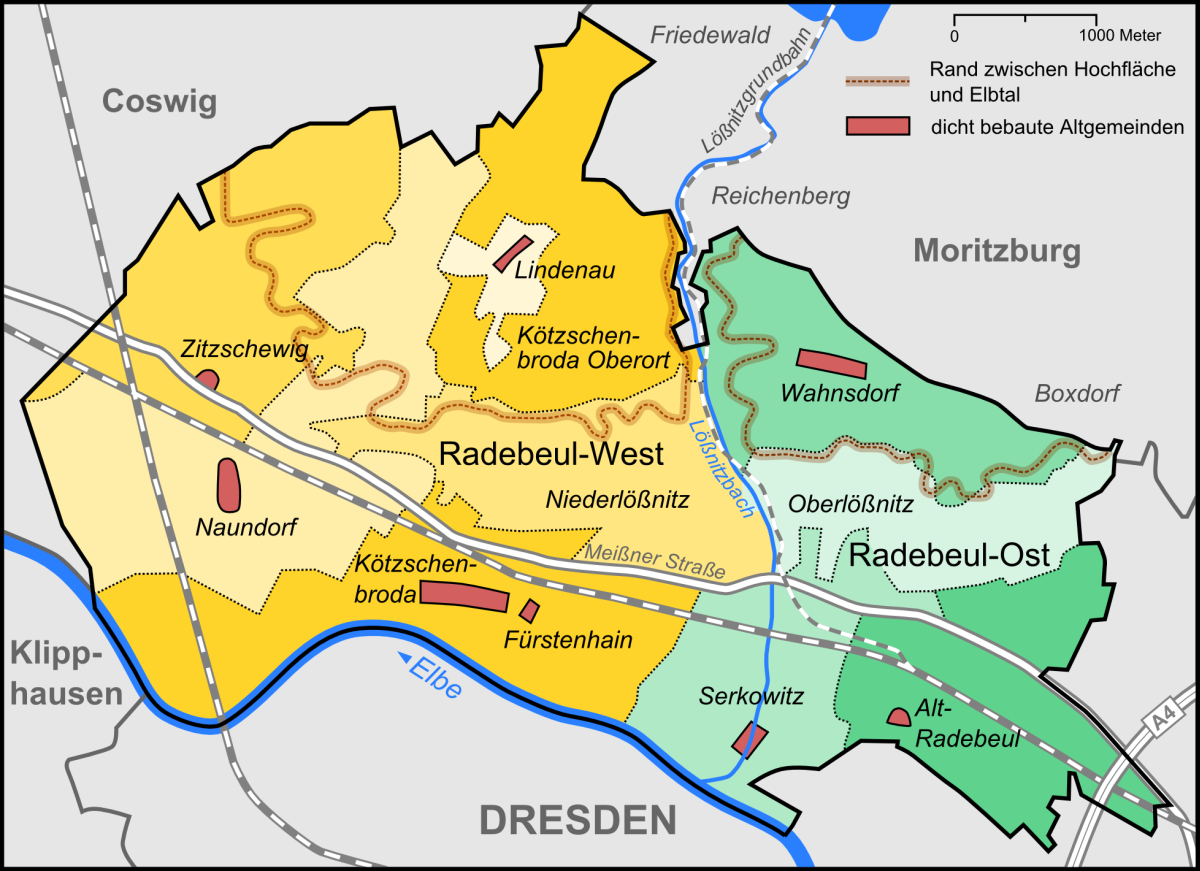
Übersicht über die Lage der Radebeuler Stadtteile

- Stadtteil: Heutiger Radebeuler Stadtteil, so wie in der hiesigen Karte dargestellt. Vor 1839, dem Gründungsjahr von Oberlößnitz und Niederlößnitz, lagen die betreffenden Anwesen auf Radebeuler, Serkowitzer, Kötzschenbrodaer oder Naundorfer Weinbergsflur.
  - FUE: Fürstenhain
  - KOE: Kötzschenbroda
  - KOO: Kötzschenbroda-Oberort
  - LIN: Lindenau
  - NAU: Naundorf
  - NDL: Niederlößnitz
  - OBL: Oberlößnitz
  - RAD: Alt-Radebeul
  - SER: Serkowitz
  - WAH: Wahnsdorf
  - ZIT: Zitzschewig
- Datum: Besondere Baujahre, so weit bekannt oder ableitbar, teilweise auch Datum der Ersterwähnung der Liegenschaft.
- Baumeister, Architekten: Baumeister, Architekten und weitere Kunstschaffende.
- Denkmalumfang, Bemerkung: Nähere Erläuterung über den Denkmalstatus, Umfang der Liegenschaft und ihre Besonderheiten.
- Bild: Foto des Hauptobjekts.

## Kulturdenkmale mit baufester Glasmalerei
| Name, Bezeichnung                                             | Adresse, Koordinaten                             | Stadtteil | Datum                                             | Baumeister, Architekten                                                                               | Denkmalumfang, Bemerkung | Bild |
| ------------------------------------------------------------- | ------------------------------------------------ | --------- | ------------------------------------------------- | --- | --- | --- |
| Friedenskirche                                                | Altkötzschenbroda 40 (Lage)                      | KOE       | 1273, 1477, 1515, 1637, 1646, 1746, 1884/85, 1964 | Ezechiel Eckhardt, Karl Weißbach, Gebrüder Ziller, Christian Rietschel (Glasmalerei)                  | Evangelische Pfarrkirche mit Kirchhof, Einfriedung und Grabmal von Richard Steche. Dreischiffige Basilika mit eingezogenem spätgotischem Chor und Westturm. Drei Chorfenster. Denkmal Chronos und die Trauernde. Auf dem Vorplatz das Kriegerdenkmal (Kötzschenbroda)                       | Friedenskirche Radebeul-Kötzschenbroda im Gegenlicht                                                         |
| Lutherhaus                                                    | Altkötzschenbroda 40 (Lage)                      | KOE       | 2. H. 17. Jh., 1928/29, 1953                      | Gebrüder Kießling, Johannes Eisold (Innendecke), Hans Jüchser (Glasmalerei)                           | Pfarrhaus und Kirchgemeindehaus. Saal mit Zollbau-Lamellen-Innendecke, Farbglasfenster „Auferstanden“ | Lutherhaus: Westseite mit Apsis                                                                              |
| Villa Antonie Henrici                                         | Augustusweg 43 (Lage)                            | OBL       | 1898, 1933                                        | Gebrüder Ziller, Albert Patitz (Veranda-Aufstockung)                                                  | Villa mit Jugendstil-Farbverglasung | Villa Antonie Henrici                                                                                        |
| Grundschule Naundorf                                          | Bertheltstraße 10, 10a (Lage)                    | NAU       | 1905, 1914/15                                     | Gebrüder Kießling                                                                                     | Dritte Naundorfer Volksschule, mit Turnhalle. Märchenfenster | Grundschule Naundorf: Unteres Motivfenster                                                                   |
| Villa Brésil                                                  | Blumenstraße 16 (Lage)                           | NDL       | 1899, 1912                                        | Gebrüder Große, Alfred Große (Ausbau)                                                                 | Villa mit Jugendstilverglasung, mit Einfriedung | Villa Brésil: Jugendstil-Glaskunst und geätzte Scheiben                                                      |
| Katholisches Pfarramt                                         | Borstraße 11 (Lage)                              | NDL       | 1876–78, 1927/28, 1939                            | Gebrüder Ziller, Max Czopka (Entwurf Modernisierung), Franz Jörissen (Einbau Kapelle, Modernisierung) | Villa mit kath. Kapelle | Katholisches Pfarramt, links die Kante der Kirche Christus König                                             |
| Villa Eduard-Bilz-Straße 36                                   | Eduard-Bilz-Straße 36 (Lage)                     | OBL       | 1886                                              | Gebrüder Ziller                                                                                       | Mietvilla (Veranda mit Jugendstil-Verglasung). Bewohner: Hedwig von Schreibershofen | Villa Eduard-Bilz-Straße 36                                                                                  |
| Bilz-Sanatorium, Schloss Lössnitz                             | Eduard-Bilz-Straße 53, 55, 55a, 55b, 57 (Lage)   | OBL       | 1892/93, 1894/95, 1921                            | Carl Käfer (Umbau Haus I), Gebrüder Ziller, Alwin Höhne (Anbau)                                       | Sanatoriumsgebäude mit Aussichtsturm („Mäuseturm“), Weinberg und Einfriedung. Ätzglasfenster. Besitzer: Eduard Bilz | ehemaliges Bilz-Sanatorium 2008, rechts Schloss Lössnitz                                                     |
| Kindertagesstätte „Knirpsenland“, Mietvilla Franke & Berghold | Gartenstraße 46 (Lage)                           | RAD       | 1906                                              | Benno Hübel                                                                                           | Mietvilla mit Einfriedung, Farbglasfenster erhalten (Fabrikantenvilla, Comptoir- und Wohngebäude) | Kindertagesstätte „Knirpsenland“                                                                             |
| Villa Güterhofstraße 9a                                       | Güterhofstraße 9a (Lage)                         | KOE       | 1908/09                                           | Alfred Große                                                                                          | Mietvilla, Fenster mit Bleiverglasung | Villa Güterhofstraße 9a: Farbglasfenster                                                                     |
| Krankenhauskapelle Radebeul, Raum der Stille                  | Heinrich-Zille-Straße 13a Lage                   | NDL       | 1879, 2003                                        | Gebrüder Ziller                                                                                       | Krankenhauskapelle („fünfte Halle“) im Siechenhaus „Bethesda“, später Kreiskrankenhaus Radebeul. Von 1881 bis 1941 hatte die Kapelle einen eigenen Pfarrer, bis 1943 wurden dort Gottesdienste abgehalten. Die Kapelle wurde nach der Sanierung im Januar 2003 als Raum der Stille geweiht. | Raum der Stille                                                                                              |
| Sparkassengebäude Kötzschenbroda                              | Hermann-Ilgen-Straße 28, Bahnhofstraße 20 (Lage) | KOE       | 1934/35                                           | Gebrüder Kießling, Burkhart Ebe (Reliefs)                                                             | Sparkasse Wohn- und Geschäftshaus in Ecklage. Wirtshausfenster des ehemaligen Ratskellers | Verwaltungs-, Geschäfts- und Wohngebäude der Sparkasse Kötzschenbroda                                        |
| Landhaus Artur Robert Werner                                  | Humboldtstraße 11 (Lage)                         | NDL       | 1902                                              | Hugo Göpfert                                                                                          | Villa. Kunstglasfenster | Humboldtstraße 11 Kunstglasfenster                                                                           |
| Johanneskapelle Naundorf-Zitzschewig                          | Kapellenweg 14 (Lage)                            | NAU       | 1907/08                                           | Woldemar Kandler (Entwurf), Gebrüder Große (Bau)                                                      | Johannes-Kapelle der Friedenskirchgemeinde für Naundorf und Zitzschewig, dazugehöriger Friedhof mit Einfriedungsmauer. Glasfenster „Evangelisten“ | Johanneskapelle, vom nördlichen Steilhang aus fotografiert. Rechts unten im Anschnitt das Paul-Gerhardt-Haus |
| Paul-Gerhardt-Haus                                            | Kapellenweg 14 (Lage)                            | NAU       | 1907/08                                           | Woldemar Kandler (Entwurf), Gebrüder Große (Bau)                                                      | Nebengebäude zur Kapelle. Schmuckglasfenster | Paul-Gerhardt-Haus                                                                                           |
| Villa Shatterhand, Villa Bärenfett                            | Karl-May-Straße 5 (Lage)                         | RAD       | 1893/94, 1925, 1933 Blockhaus                     | Gebrüder Ziller, Max Czopka (Entwurf Umbau), Alwin Höhne (Umbau)                                      | Karl-May-Museum. Villa Shatterhand, Villa Bärenfett, Karl-May-Hain. Villa, Blockhaus, Gartenanlage und gestaltete Grünanlage bzw. Hain. Orientalisierende Fenster. Bewohner: Karl May, Klara May                                                                                            | Villa „Shatterhand“                                                                                          |
| Lutherkirche                                                  | Kirchplatz 1 Lage                                | RAD       | 1891/92, 1934                                     | Schilling & Graebner, Alfred Tischer (Innenumbau), Josef Goller (Glasmalerei)                         | Evangelische Pfarrkirche. Saalkirche mit Emporen, Querhaus, eingezogenem Chor, Nordturm. Rosettenfenster, Chorfenster | Lutherkirche Radebeul-Ost                                                                                    |
| Friedhofskapelle Radebeul-West                                | Kötzschenbrodaer Straße 166 Lage                 | KOE       | 1913                                              | Gebrüder Kießling                                                                                     | Friedhof mit Kapelle, Kapellenanbau, Grabanlagen und Einfriedungsmauer. Farbglasfenster in der Kapelle | Friedhofskapelle Radebeul-West                                                                               |
| Grundschule Niederlößnitz                                     | Ledenweg 35 (Lage)                               | NDL       | 1860, 1886, 1905 Anbau, 1906–08                   | Gebrüder Ziller, Adolf Neumann (Erweiterung, Neubau), Gebr. Liebert (Farbglasfenster)                 | Schule mit Anbau, Turnhalle und Einfriedung. Farbglasfenster Frühling und Sommer, Haus und Handwerk | Grundschule Niederlößnitz, Treppenhausfenster                                                                |
| Villa Lutherstraße 6                                          | Lutherstraße 6 (Lage)                            | KOE       | 1896/97 nach 1900                                 | Ernst Kießling                                                                                        | Villa. Schmuckglasfenster mit Landschaftsmotiven | Kunstglasfenster in der Lutherstraße 6                                                                       |
| Rathaus Radebeul                                              | Pestalozzistraße 6 (Lage)                        | RAD       | 1900                                              | Gustav Hänichen, Josef Goller (Farbglasfenster)                                                       | Rathaus mit Hintergebäude (dort ehemalige Hausmeisterwohnung im OG, darunter Polizeiamt mit Arrestzellen). Figurenfenster im Treppenhaus, Wappenfenster im Ratssaal. | Treppenhausfenster im Rathaus Radebeul                                                                       |
| Rathaus Niederlößnitz                                         | Rosa-Luxemburg-Platz 1 (Lage)                    | NDL       | 1892–95                                           | Adolf Neumann                                                                                         | Rathaus Niederlößnitz, Rathausgebäude, repräsentativer, zweigeschossiger Bau mit Walmdach und erhöhtem Mittelrisalit. Thematische Farbglasfenster | Ehemaliges Rathaus Niederlößnitz                                                                             |
| Villa Roseggerstraße 5                                        | Roseggerstraße 5 (Lage)                          | SER       | 1908                                              | Oskar Menzel (Entwurf), F. W. Eisold (Bau)                                                            | Mietvilla mit Einfriedung | Villa Roseggerstraße 5, Buntglasfenster                                                                      |
| Lößnitzgymnasium, Steinbachhaus                               | Steinbachstraße 21 (Lage)                        | SER       | 1906/07                                           | F. W. Eisold, J. Arthur Bohlig (Entwurf), F. A. Bernhard Große, Alfred Große, Gebrüder Ziller         | Schule mit Turnhalle. Rosettenfenster, Aulafenster | Front des Steinbachhauses an der Steinbachstraße                                                             |
| Villa Marianne                                                | Wichernstraße 6b (Lage)                          | RAD       | 1896                                              | | Villa mit Einfriedung. Schmuckglasfenster in Neomaurischem Stil. Besitzer: Richard Seifert | Villa Marianne                                                                                               |

## Kunstglasfenster außerhalb von Kulturdenkmalen
| Name, Bezeichnung                 | Adresse, Koordinaten          | Stadtteil | Datum         | Baumeister, Architekten      | Denkmalumfang, Bemerkung                                           | Bild                              |
| --------------------------------- | ----------------------------- | --------- | ------------- | ---------------------------- | ------------------------------------------------------------------ | --------------------------------- |
| Volkssternwarte Adolph Diesterweg | Auf den Ebenbergen 10a (Lage) | NDL       | 1959, 1968/69 | Werner Juza (Farbverglasung) | Volkssternwarte. Farbverglasung Weltall, Erde, Mensch              | Volkssternwarte Adolph Diesterweg |
| Koenig & Bauer Werk Radebeul      | Friedrich-List-Str. 47 (Lage) | NAU       | um 1910       |                              | Druckmaschinenfabrik. Farbverglasung Buchdruckerkunst (10 Fenster) | Koenig & Bauer Werk Radebeul      |